# Bầu cử Hoa Kỳ 2010
Bầu cử Hoa Kỳ 2010 là cuộc bầu cử toàn quốc Hoa Kỳ diễn ra vào thứ ba, ngày 2 tháng 11 năm 2010. Bầu cử liên bang được tổ chức 2 năm 1 lần. Cho nên cứ 2 cuộc bầu cử thì có một lần diễn ra giữa nhiệm kỳ tổng thống.  Cuộc tổng tuyển cử này xảy ra giữa nhiệm kỳ đầu tiên của tổng thống đương nhiệm Barack Obama, vì thế được gọi là 1 cuộc bầu cử giữa kỳ (midterm election).
Cuộc bầu cử này gồm có nhiều cuộc bầu cử địa phương thay vì 1 cuộc toàn quốc.  Trong Quốc hội, toàn bộ 435 ghế trong Hạ nghị viện đều được bầu, và 37 trong 100 ghế trong Thượng nghị viện cũng được ra ứng cử.  Tại địa phương, 36 trong 50 thống đốc tiểu bang cùng với hai ghế thống đốc lãnh thổ cũng được bầu.  Thêm vào đó, vô số chức vụ địa phương khác và nhiều cuộc trưng cầu dân ý cũng được đưa vào lá phiếu.
Với tỷ lệ thất nghiệp cao đến 9,6%, vấn đề kinh tế được xem là quan trọng nhất. Trước cuộc bầu cử, Đảng Dân chủ giữ đa số ghế trong Hạ viện và Thượng viện.

## Quốc hội

### Thượng nghị viện

Các ghế Thượng viện được bầu:
Hai Dân chủ tại chức
Dân chủ tại chức
Dân chủ về hưu hay đã thất bại trong bầu cử sơ bộ
Cộng hòa tại chức
Cộng hòa về hưu hay đã thất bại trong bầu cử sơ bộ
Không bầu

Theo Hiến pháp, cứ mỗi 2 năm thì 1/3 trong số ghế thượng nghị sĩ được bầu vào nhiệm kỳ 6 năm. Năm 2010, 34 thượng nghị sĩ thuộc "Khối III" được bầu. Thêm vào đó là 2 ghế khối II (ở Delaware và New York) do là ghế của Joe Biden và Hillary Clinton trước khi trở thành Phó Tổng thống và Ngoại trưởng, cũng như một ghế khối I (ở Virginia) do là ghế của Robert Byrd trước khi ông qua đời trong lúc tại nhiệm. Người đại diện cho ghế khối I của thượng nghị sĩ quá cố Ted Kennedy ở Massachusetts đã được định trước đó qua 1 cuộc bầu cử đặc biệt.
Trước cuộc bầu cử, Thượng nghị viện gồm có 57 thành viên đảng Dân chủ,  41 Thượng nghị sĩ là thành viên đảng Cộng Hòa, và 2 thành viên độc lập. Trước cuộc bầu cử, trong 37 ghế được bầu, 19 ghế được giữ bởi đảng viên Đảng Dân chủ, và 18 ghế được giữ bởi đảng Cộng hòa.

### Hạ nghị viện

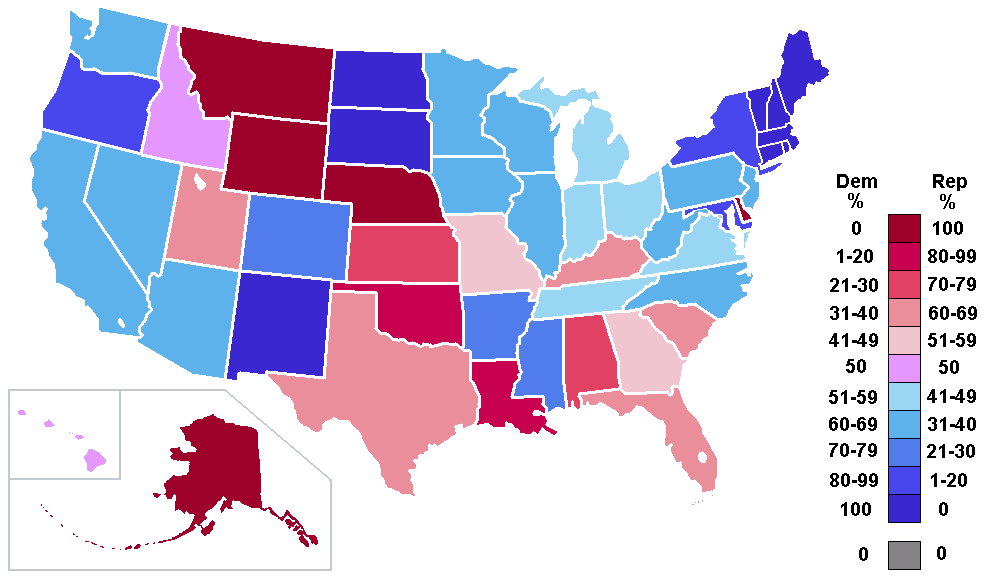
Thành phần Hạ viện trước tổng tuyển cử

Theo Hiến pháp, toàn bộ 435 ghế trong Hạ viện được bầu cho nhiệm kỳ 2 năm. Nhiệm kỳ của Quốc hội thứ 112 sẽ bắt đầu vào ngày 3 tháng 1 năm 2011 và kết thúc vào ngày 3 tháng 1 năm 2003.
Trước cuộc tổng tuyển cử, Hạ nghị viện gồm có 178 ghế đảng Cộng hòa, 255 ghế đảng Dân chủ, và 2 ghế trống.

### Tiếng Anh
- Kết quả bầu cử - CNN
- Chuyên trang của BBC Lưu trữ ngày 18 tháng 10 năm 2010 tại Wayback Machine